# Rafael de Sobremonte
Rafael de Sobremonte Núñez Castillo Angulo Bullón Ramírez de Arellano (né à Séville en 1754 et mort à Cadix en 1827), troisième marquis de Sobremonte, est un gentilhomme espagnol qui est nommé vice-roi du Río de la Plata.

## Biographie
Rafael de Sobremonte naît dans une famille espagnole distinguée de Séville en Andalousie, le 27 novembre 1745. Durant les Invasiones inglesas (invasions anglaises des régions du Río de la Plata), le vice-roi Sobremonte prend la fuite de Buenos Aires, et se réfugie à Córdoba. Après la reconquête, à la suite de l'expulsion des envahisseurs par l'insurrection populaire, le peuple empêche qu'il assume à nouveau le commandement de la vice-royauté.
Le Cabilde public du 14 août 1806 nomma Santiago de Liniers chef militaire de la place de Buenos Aires. Sobremonte reste dans le Río de la Plata à Montevideo jusqu'en 1809, lorsqu'il décide de rentrer en Espagne.
Là, il est soumis à un conseil de guerre qui le blanchit, après un procès qualifié de partial par ses adversaires. On invalida en effet les quelques témoignages à son encontre présentés par ceux qui avaient vraiment connaissance des faits.